# Capelleta de Sant Llorenç (Girona)
La Capelleta de Sant Llorenç és un capella petita en una façana del municipi de Girona inclosa en l'Inventari del Patrimoni Arquitectònic de Catalunya.

## Descripció
És una capelleta dedicada a sant Llorenç. És un relleu de forma rectangular, pintat i dins d'una fornícula d'arc de punt rodó i brancals rectes amb motllures. Mènsula escantonada i de motllures. Fet en pedra de Girona. Està arranjada per la gent del barri. Dona nom al carrer del Call (de Sant Llorenç).